# Crofton (Maryland)
Crofton és una concentració de població designada pel cens dels Estats Units a l'estat de Maryland. Segons el cens del 2000 tenia 20.091 habitants.

## Demografia
Segons el cens del 2000, Crofton tenia 20.091 habitants, 7.404 habitatges, i 5.478 famílies. La densitat de població era de 1.545,3 habitants per km².
Dels 7.404 habitatges en un 40,9% hi vivien nens de menys de 18 anys, en un 60,9% hi vivien parelles casades, en un 10% dones solteres, i en un 26% no eren unitats familiars. En el 20,1% dels habitatges hi vivien persones soles el 3,4% de les quals corresponia a persones de 65 anys o més que vivien soles. El nombre mitjà de persones vivint en cada habitatge era de 2,69 i el nombre mitjà de persones que vivien en cada família era de 3,13.
Per edats la població es repartia de la següent manera: un 28,6% tenia menys de 18 anys, un 6% entre 18 i 24, un 35,6% entre 25 i 44, un 23,2% de 45 a 60 i un 6,5% 65 anys o més.
L'edat mediana era de 35 anys. Per cada 100 dones de 18 o més anys hi havia 90,2 homes.
La renda mediana per habitatge era de 75.046 $ i la renda mediana per família de 87.267 $. Els homes tenien una renda mediana de 56.819 $ mentre que les dones 41.229 $. La renda per capita de la població era de 33.518 $. Entorn del 2% de les famílies i el 2,7% de la població estaven per davall del llindar de pobresa.

## Poblacions més properes
El següent diagrama mostra les poblacions més properes.